# Mike Tagg
Michael John „Mike“ Tagg (* 13. November 1946 in Norfolk) ist ein ehemaliger englischer Leichtathlet, der 1969 Europameisterschaftszweiter im 10.000-Meter-Lauf wurde.

## Leben
Mike Taggs Familie zog von Derby nach East Ruston in der Grafschaft Norfolk. Dort wurde 1946 Mike geboren. Gemeinsam mit seiner Schwester Mary besuchte er die Thorpe Grammar School in Thorpe St Andrew. Sie traten beide dem Great Yarmouth Athletics Club bei, wo sie zunächst von Tom Parke trainiert wurden.
1966 gewann Mike die Juniorenwertung beim Cross der Nationen. Bei den Olympischen Spielen 1968 in Mexiko waren die Geschwister Teil der britischen Olympiamannschaft. Mary schied als Fünfte ihres Halbfinallaufs über 400 m aus. Mike belegte den 13. Platz im Rennen über 10.000 m. Ihre Eltern nahmen bei einer Bank einen Kredit auf um ihre Kinder, ohne deren Wissen, in Mexiko bei den Spielen zu besuchen. Im Jahr darauf gewann Mike bei den Europameisterschaften in Athen in 28:43,2 min über 10.000 Meter die Silbermedaille hinter Jürgen Haase aus der DDR. 1970 siegte Tagg in Vichy in der Erwachsenenklasse beim Cross der Nationen, mit der englischen Mannschaft gewann er auch die Teamwertung. 1976 lief er bei den Crosslauf-Weltmeisterschaften in der englischen Mannschaft und gewann ebenfalls die Teamwertung.